# Festival Terras sem Sombra
O Festival Terras sem Sombra é um um evento cultural de carácter nacional e internacional que abarca a música erudita, o património e a biodiversidade do Alentejo. Organizado em torno do conhecimento e da memória, constitui uma temporada que se estende ao longo de vários meses e percorre diversos concelhos alentejanos.
Fundado em 2003 por José António Falcão, atual diretor-geral, o Festival mantém desde a sua criação o carácter itinerante, pondo a tónica na descentralização cultural, na formação de novos públicos, na inclusão e na sustentabilidade. A programação abrange concertos e recitais, master classes, conferências, visitas ao património cultural e ações de salvaguarda da biodiversidade, todos de acesso gratuito..
A dimensão internacional do Festival tem-se consolidado com a participação de países convidados como por exemplo os Estados Unidos da América, Brasil, Espanha, Hungria, República Checa, Bélgica, Áustria. De igual modo, o desenvolvimento de novos projetos – como o Terras sem Sombras Kids ou Onde a Vida Acontece – visam reforçar uma oferta cultural, de carácter lúdico e didático, especialmente dirigida a novos públicos e às famílias. 
Foram atribuídos ao Terras sem Sombra, entre outras distinções, o: Prémio Vasco Vilalva, da Fundação Calouste Gulbenkian, em 2009; o Prémio Árvore da Vida – Padre Manuel Antunes, em 2010; o Prémio ao Melhor Evento, da Entidade Regional de Turismo do Alentejo e Ribatejo, em 2011; e o Prémio Mais Alentejo, da revista homónima, em 2007 e 2012.

## Vertentes

### Música

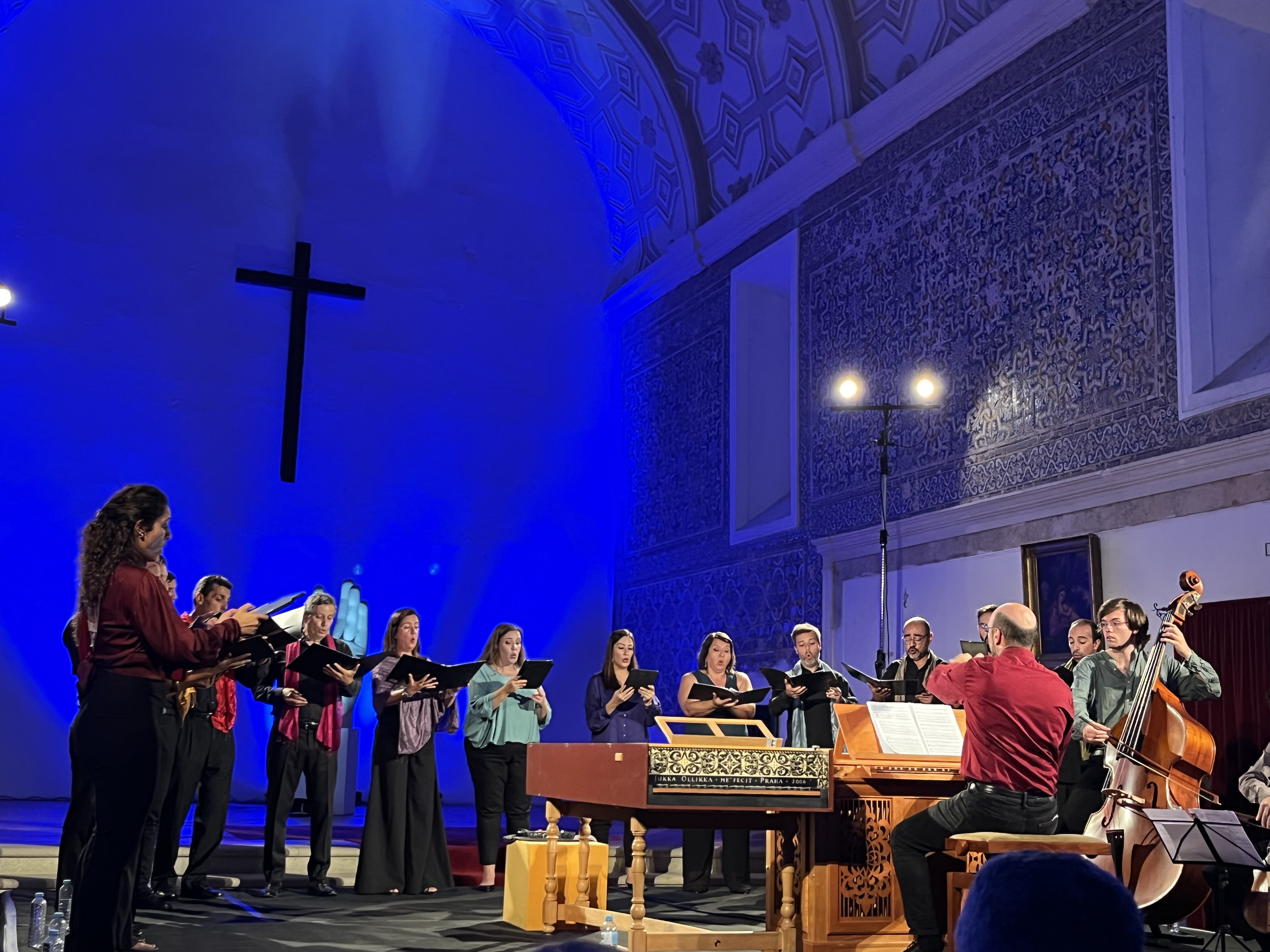
Concerto na Igreja do Convento de São Domingos do Grupo Voces Caelestes com a orquestra Músicos do Tejo

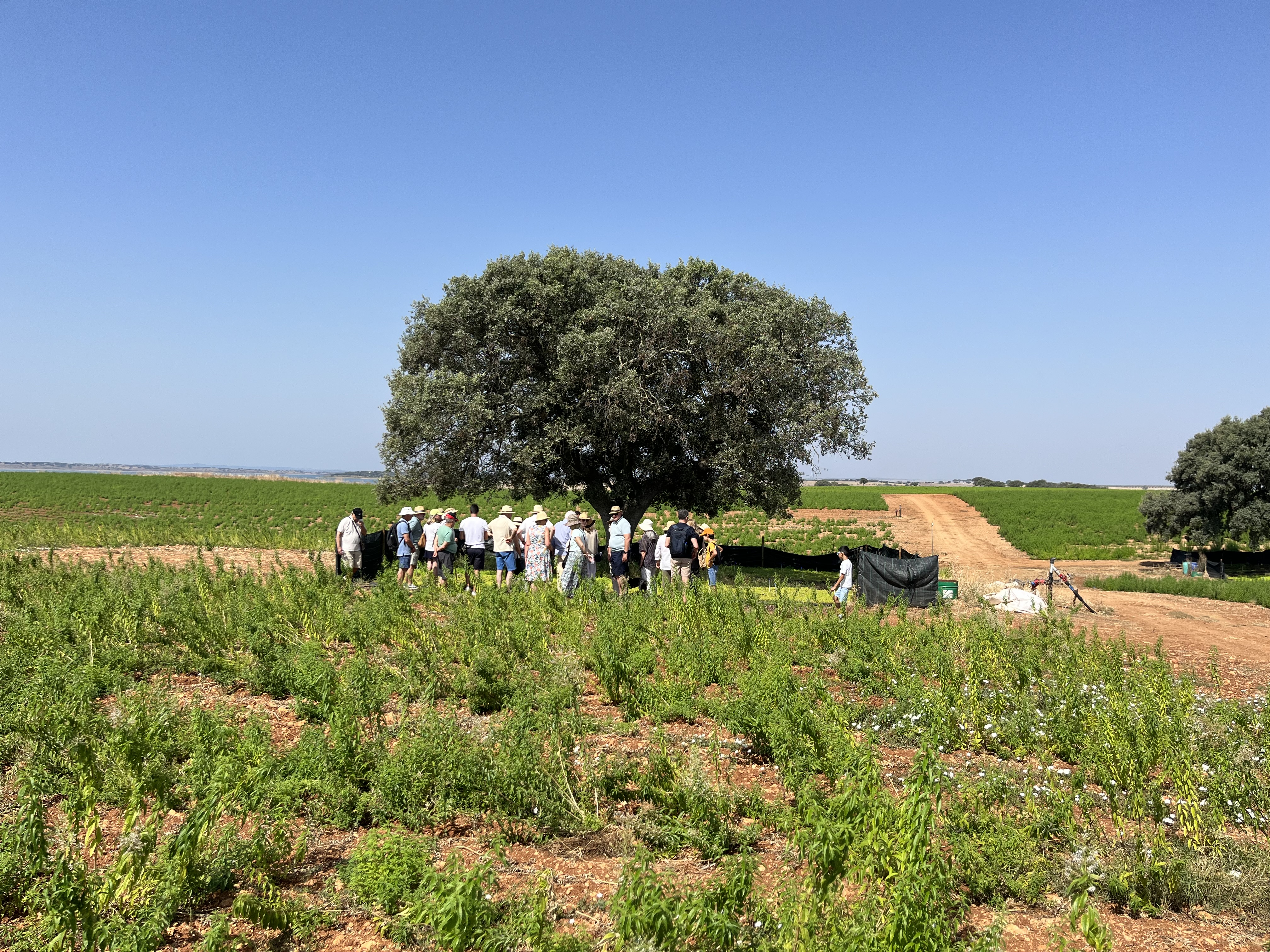
Ação de salvaguarda da biodiversidade em Mourão

Em cada edição o Festival Terras sem Sombra programa uma temporada de música erudita que conta com participações internacionais e nacionais. Conta com repertórios que abarcam da Idade Média à contemporaneidade, apresentados em igrejas, castelos, palácios e outros monumentos, escolhidos pelo seu valor histórico e pelas condições acústicas, em diferentes concelhos do Alentejo e da vizinha Espanha.

### Património
O Festival Terras sem Sombra celebra e promove a salvaguarda das expressões identitárias, materiais e imateriais, das gentes e do território. Do cante à arte chocalheira, do património edificado à arqueologia, do montado às práticas piscatórias, o legado histórico, artístico e antropológico do Alentejo é objeto de atividades que levam os participantes a conhecer a riqueza e diversidade cultural da região orientados por peritos e guias locais.

### Biodiversidade
O Festival Terras sem Sombra dá a conhecer a paisagem, os ecossistemas e os recursos naturais dos territórios que percorre numa tentativa de contribuir para a sua preservação e valorização. Assim, as comunidades locais, o público e os artistas são convidados a participar em ações que, em plena natureza, visam dirigir o olhar para os aspetos mais críticos, interessantes e genuínos dos territórios com vista à sensibilização para a salvaguarda da biodiversidade.

## Prémio Internacional Terras sem Sombra
O Festival atribui anualmente o Prémio Internacional Terras sem Sombra. Instituído em 2011, este prémio homenageia uma personalidade ou uma instituição que se tenham notabilizado em diferentes categorias: a promoção da Música; a valorização do Património Cultural e a salvaguarda da Biodiversidade.
O Prémio consta de um diploma e de uma obra de arte assinada por um artista contemporâneo, entregue no final da temporada, numa cerimónia formal presidida por uma personalidade de renome nacional ou internacional.
Até à data foram atribuídos os seguintes galardões:
| Data | Nome                                                         | País          | Área                |
| ---- | ------------------------------------------------------------ | ------------- | ------------------- |
| 2011 | Cheryl Studer \| Soprano                                     | EUA           | Música              |
| 2011 | Pontificia Accademia Romana de Arqueologia                   | Vaticano      | Património Cultural |
| 2011 | Mário Ruivo \| Oceanógrafo                                   | Portugal      | Biodiversidade      |
| 2012 | Dimitra Theodossiou \| Cantora lírica                        | Grécia        | Música              |
| 2012 | Maria Helena Mendes Pinto \| Conservadora de museus          | Portugal      | Património Cultural |
| 2012 | Miguel Ángel Simón \| Biólogo                                | Espanha       | Biodiversidade      |
| 2013 | Enzo Dara \| Cantor lírico                                   | Itália        | Música              |
| 2013 | Associação dos Arqueólogos Portugueses                       | Portugal      | Património Cultural |
| 2013 | Pedro Vaz Pinto \| Ambientalista                             | Angola        | Biodiversidade      |
| 2014 | Teresa Berganza \| Cantora lírica                            | Espanha       | Música              |
| 2014 | Angelo Oswaldo de Araújo Santos \| Curador de Arte           | Brasil        | Património Cultural |
| 2014 | Serafim Riem \| Ambientalista                                | Portugal      | Biodiversidade      |
| 2015 | Ismael Fernández de la Cuesta \| Musicólogo                  | Espanha       | Música              |
| 2015 | Centro Nacional de Cultura                                   | Portugal      | Património Cultural |
| 2015 | World Wide Fund for Nature para o Mediterrâneo               | Internacional | Biodiversidade      |
| 2016 | Diretor do Festival de Lucerna                               | Suíça         | Música              |
| 2016 | Khaled al-Asaad (póstumo) \| Arqueólogo                      | Síria         | Património Cultural |
| 2016 | Associação dos Amigos do Parque Ecológico do Funchal         | Portugal      | Biodiversidade      |
| 2017 | Alberto Zedda (póstumo) \| Diretor Musical                   | Itália        | Música              |
| 2017 | Campo Arqueológico de Mértola                                | Portugal      | Património Cultural |
| 2017 | Fundação Stiftung Schloss Dyck                               | Alemanha      | Biodiversidade      |
| 2018 | Peter Eötvös \| Compositor e diretor musical                 | Hungria       | Música              |
| 2018 | Fundación Santa María de Albarracín                          | Espanha       | Património Cultural |
| 2018 | Associação Portuguesa para a Diversidade da Videira – PORVID | Portugal      | Biodiversidade      |
| 2019 | Carmen Linares \| Cantaora                                   | Espanha       | Música              |
| 2019 | João de Almeida \| Arquiteto e artista plástico              | Portugal      | Património cultural |
| 2019 | Jardim Botânico Nacional Grandvaux Barbosa                   | Cabo Verde    | Biodiversidade      |

## Edições
A memória de cada uma das edições fica registada num livro-catálogo, que é um repositório de conhecimento produzido nessa temporada. Reúne textos de especialistas em música erudita, património artístico e biodiversidade.

## Da tutela diocesana ao âmbito da sociedade civil
O Terras sem Sombra resulta de uma parceria iniciada pelo Departamento do Património Histórico e Artístico da Diocese de Beja (DPHADB) e que, após a extinção deste organismo (2017), é prosseguida pela associação Pedra Angular, com a colaboração do Centro UNESCO de Arquitetura e Arte, dos serviços regionais de Cultura e de Turismo, dos municípios e de outras “forças vivas”, mormente instituições de ensino, associações, empresas e famílias.
Uma investigação do jornal Público, em Junho de 2020, avançou que o sucedido poderá ter estado relacionado com alegadas controvérsias na gestão de José António Falcão, ocorridas alguns anos antes da referida extinção.
A direção do Festival refutou esta leitura a posteriori dos factos e prestou esclarecimentos sobre o assunto.